# Santo tradutor
Santo tradutor é o nome dado aos discípulos de Mesrobes Mastósio, o inventor do alfabeto armênio no ano 405. Após a invenção desse alfabeto, foi necessário, de fato, traduzir as obras anteriormente transmitidas na Armênia apenas em grego e siríaco, e em primeiro lugar a Bíblia. Mastósio dividiu seus alunos em dois grupos para traduzir os Padres da Igreja do grego ou siríaco. Ele também enviou alguns deles aos grandes centros culturais do antigo Oriente, que eram Edessa, Constantinopla, Atenas, Antioquia ou Alexandria, para trazer de volta traduções das obras que não estavam na Armênia. Seu primeiro trabalho, ou seja, a tradução da Bíblia por Isaque I, o Grande, Lázaro de Farpe (XI), observa que "fundamos escolas para o povo. Copiadores ávidos se multiplicaram [...]. A ciência do Senhor enche a Armênia como as águas enchem o mar".

## Santos tradutores
- Mesrobes Mastósio
- Isaque I, o Grande
- Corium
- Moisés de Corene
- Eliseu, o Armênio
- Davi, o Invencível
- Gregório de Nareque
- Narses IV, o Gracioso
- Esnices de Colbe
- José de Balino
- Leôncio de Vananda